# Шпанско освајање Јукатана
Шпанско освајање Јукатана је кампања којом су шпански конкистадори освојили подручје цивилизације Маја на северном и централном Јукатану и делу гватемалских планина. 

## Маје
Овај део освајања и колонизације Америке почиње у раном 16. веку. За разлику од освајања царства Инка и Астека на овом подручју пружен је далеко већи отпор и освајање је трајало 170 година, док није пао задњи Ица центар на језеру Петен Ица 1697. Шпанци су заузели већину Јукатана до 1546, сем подручја Петен и гватемалских планина.
За разлику од Астека или Инка, Маје нису имале један политички центар, чијим падом би престао колективни отпор. Маје су биле организоване у мноштво независних држава, које су конкистадори заузимали једну по једну, а многе су пружале жестоки отпор.
Током почетних освајања главни мотив за конкистадоре је била пљачка, односно злато и сребро. У односу на Астеке и Инке, Маје нису обиловале златом, тако да конкистадори нису ни имали велику мотивацију да их покоре. Касније постају интересантни, када Шпанцима почиње доделивање земље и расте потреба за радном снагом. 

## Први сусрети (1511)
Прво шпанско искрцавање на Јукатан десило се случајно, када је шпански брод доживео бродолом јужно од Јамајке. Седамнаест чланова посаде је покушало чамцем да дође до Кубе, али струје су их одвуке западно, па су након две недеље дошли до Јукатана. Маје су их заробиле и поделиле неколицини поглавица као робове, а један део је био жртвован. Следећих година део преосталих је умро или од болести или од исцрпљености тако да су остала само двојица. Један од њих успео је да побегне до другог владара Маја, а други је постао цењен код Маја због храбрости и постао је племић. Ти бродоломци су били вероватно први који су донели епидемијске заразне болести од којих је много људи умрло у том подручју.

## Ране експедиције (1517—1519)
Следећи контакт је био 1517, када је Франсиско Ернандез де Кордоба кренуо са Кубе у потрагу за робовима. Робови су им били потребни као замена за кубанске домородце, који су умирали великом брзином. Шпанци су били изненађени кад су угледали камене градове на Јукатану. Кордоба је посетио неколико градова. Једни су га пријатељски дочекали и изразили жељу да тргују нудећи му робу. Шпанце је изненадило кад су добили злато. Други су били непријатељски расположени и одмах су испаљивали стреле на Шпанце. Експедиција се вратила на Кубу да извести о открићу нове земље. Гувернер Кубе Дијего Веласкез де Квељар је наредио да се пошаље експедиција са 4 брода и 200 људи под вођством његовог нећака Хуан де Грихалва. Та експедиција је слично завршила. Били су разочарани малом количином злата, коју су прикупили, али вратили су се са причом о богатом царству на западу.
Због тога је Ернан Кортез кренуо 1519. у нову експедицију. Једно време је провео на острву крај Јукатана и ту сазнаје за преживеле из бродолома 1511. Од двојице преживелих, један је кренуо са Кортезом и послужио је као преводилац.

## Први покушај освајања (1527—1528)
Конкистадори су били заузети освајањем богатог Мексика, тако да је прошло неколико година да би тек 1526. Франсиско де Монтехо добио је дозволу од краља Шпаније да освоји Јукатан. Године 1527. дошао је у источни Јукатан. У почетку је мирољубиво дочекан и већина поглавица се сложила да се закуну на лојалност шпанском краљу. Претходно су сви чули за шпанско освајање царства Астека.
Како су Шпанци напредовали налазили су већ празне градове. После су Шпанци почели да нападају, а домороци се нису предавали већ су пружали отпор. Монтејо се вратио на обалу и основао је 1528. тврђаву на обали, али више није имао никаквог успеха у покушају подјармљивања домородаца. Због тога се вратио у Мексико, да би скупио већу војску.

## Други покушај освајања (1531—1535)
Монтејо се вратио 1531. са већом војском и заузео је Кампече, лучки град Маја. Док је градио тврђаву у Кампечеу, послао је свога сина Франциско Монтеја Млађег са војском у унутрашњост. Поједине вође Маја су тврдиле да су савезници. Наставио је до Чичен Ице, где је успоставио главни град шпанског Јукатана. Међутим после неколико месеци Маје су се побуниле, па су Шпанци били присиљени да побегну у Хондурас. 
Старији Франсиско де Монтехо је за то време био стално опседнут у тврђави Кампече, а многим његовим војницима се није свиђало да се тако боре за никакав профит. Тражили су да се нађе лакша територија за освајање на другом месту. Током 1535. Монехо се повлачи у Веракруз, тако да су Маје поново контролисале Јукатан.

## Коначно освајање (1540—1546)
Франсиско де Монтехо је био стар, па је краљевска права на Јукатану предао свом сину Франсиску Монтеху Млађем. Млади Монтехо је напао Јукатан 1540. са великом војском. Главно град је успоставио 1542. у Мериди. Главни вођа Маја на западном Јукатану је покрштен и постао је битан шпански савезник у даљем освајању Јукатана. Било је доста Маја државица које би се најпре покориле шпанској власти, али брзо би се побуниле кад би осетиле тешки терет шпанске власти. Борбе и побуне су се настављале годинама. Освајање је службено завршено 1546, када су удружене снаге Шпанаца и њиховог главног Маја савезника победиле комбиноване снаге источног Јукатана. Ипак, периодичне побуне су се настављале током целог периода шпанске колонијалне власти.

## Ица Маје из Петена
Ица Маје из подручја Петен су биле посебно значајне. То подручје се налази у данашњој Гватемали, а у колонијално време подручје је било под јурисдикцијом гувернера Јукатана. Главни град Ице је био Тајасал и налазио се на острву усред језера Петен Ице. Земља Ица је била одвојена од осталог дела шпанског Јукатана дебелом џунглом са мало становништва. Кортез је 1525. први пут посетио то подручје током покрета према Хондурасу. Тада су поглавице Ица изразиле лојалност Шпанији. Шпанци су касније занемарили то подручје. 
Два фрањевца су 1618. дошла из Мериде са задатком да покрсте Ицу. Нашли су да се ту Маје придржавају још увек својих традиционалних обичаја и веровања. Поглавица од Ица је мисионаре гостољубиво примио, али мисионари нису успели да покрсте Маје. Гувернер Јукатана је 1622. послао 20 Шпанаца и 140 покатоличених Индијанаца према подручју Ица Маја. Ице су побиле дошљаке. Гувернер је поново послао 1624. године Шпанце на Ицу, али су они ухваћени у заседи и побијени. После тога гувернеру се више није дало трошити средства на покоравање Ица, па су Ице наставиле да живе независно.
Током 1695. три фрањевца и 4 покатоличена Маја певача кренули су према Тајасалу, главном граду Ица. Били су добро примљени, а бројне Ице су том приликом покрштене. Поглавица Ица је одбио да се покрсти или да изјави лојалност Шпанији. Шпанци због тога шаљу 60 шпанских војника и покрштене Маје, али су поражени од Ица Маја и морали су се повући. У Мериди је одлучено да се против Ица Маја мора послати много већа војска, па 1697. крећу против Ице са 235 Шпанаца, бројним покрштеним Мајама, коњима, артиљеријом, великим залихама и људима за крчење џунгле. Заузели су Тајасал 13. марта 1697. 
Шпанци су спалили целу Маја библиотеку пуну књига. Данас на целом свету постоје само три књиге кодекса Маја. Касније се цела војска дала у посао уништавања Маја идола. Тако је окончана последња независна домородачка држава Средње Америке.